# Municipio de Brandt (Minnesota)
El municipio de Brandt (en inglés: Brandt Township) es un municipio ubicado en el condado de Polk en el estado estadounidense de Minnesota. En el año 2010 tenía una población de 50 habitantes y una densidad poblacional de 0,54 personas por km².

## Geografía
El municipio de Brandt se encuentra ubicado en las coordenadas 48°3′54″N 96°33′56″O / 48.06500, -96.56556. Según la Oficina del Censo de los Estados Unidos, el municipio tiene una superficie total de 93.34 km², de la cual 93,34 km² corresponden a tierra firme y (0 %) 0 km² es agua.

## Demografía
Según el censo de 2010, había 50 personas residiendo en el municipio de Brandt. La densidad de población era de 0,54 hab./km². De los 50 habitantes, el municipio de Brandt estaba compuesto por el 98 % blancos y el 2 % eran de una mezcla de razas. Del total de la población el 0 % eran hispanos o latinos de cualquier raza.